# 畠山義清
畠山 義清（はたけやま よしきよ）は、南北朝時代から室町時代前期にかけての武士。官位は阿波守。入道祐寿。

## 生涯
畠山国清の嫡男で、父の没落時に行動を共にしたと思われるが、詳細は不明である。その後、畠山一族が罪を許される中、義清も復権し、3代将軍・足利義満に近侍するようになった。しかし、従兄弟であり幕政を主導する管領職に就いた畠山基国と、本来畠山氏嫡流でありながら、庶流の基国の下に立たねばならない一御家人の自分を較べ、次第に鬱憤が溜まったらしく、応永12年（1405年）6月に至り突然発狂し、異様な風体で北山第に出仕したため、京都から自らの所領のある紀伊国へ追放された。また、義清の子（清貞か）も北山第から京中に追われ、その宿所は闕所とされた。以降の動向は不明。子孫は以後も畠山氏庶流として将軍に近侍し、戦国時代には能登西谷内城に住み、本願寺の縁戚になったという。